# Lista monumentelor istorice din județul Buzău - J

Simbol pentru monumentele istorice

Lista monumentelor istorice din județul Buzău - J cuprinde monumentele istorice înscrise în Patrimoniul cultural național al României și aflate în localități ce încep cu litera J din județul Buzău.
Lista completă este menținută și actualizată periodic de către Ministerul Culturii, Cultelor și Patrimoniului Național din România, prin intermediul Institutului Național al Patrimoniului, ultima versiune datând din 2015. Această listă cuprinde și actualizările ulterioare, realizate prin ordin al ministrului culturii.
| Cod LMI         | Denumire          | Localitate                    | Localizare                   | Datare, Creatori | Imagine               | Erori             |
| --------------- | ----------------- | ----------------------------- | ---------------------------- | ---------------- | --------------------- | ----------------- |
| BZ-II-m-B-02416 | Casa Radu Cristea | sat Jghiab; comuna Mânzălești |                              | înc. sec. XX     | Încarcă foto \| video | Raportează eroare |
| BZ-IV-m-B-02530 | Cruce de piatră   | sat Joseni; comuna Berca      | La ieșirea din sat, pe culme | sec. XVIII       | Încarcă foto \| video | Raportează eroare |